# Mistrzostwa Świata U-18 w Piłce Ręcznej Kobiet 2008
Mistrzostwa Świata U-18 w Piłce Ręcznej Kobiet 2008 – drugie mistrzostwa świata U-18 w piłce ręcznej kobiet, oficjalny międzynarodowy turniej piłki ręcznej o randze mistrzostw świata organizowany przez IHF mający na celu wyłonienie najlepszej żeńskiej reprezentacji narodowej złożonej z zawodniczek do lat osiemnastu. Odbył się w dniach 11–20 lipca 2008 roku w słowackim mieście Bratysława. Tytułu zdobytego w 2006 roku broniła reprezentacja Danii.
Prawa do organizacji turnieju zostały przyznane Słowacji na kongresie IHF pod koniec kwietnia 2007 roku. Losowanie grup zostało zaplanowane na 25 kwietnia 2008 roku i w jego wyniku powstały cztery czterozespołowe grupy. Zawody zostały rozegrane w dwóch halach w Bratysławie, a rozkład gier opublikowano na początku czerwca 2008 roku.
Do meczu finałowego Rosjanki i Serbki dotarły bez porażki, w nim lepsza okazała się Rosja, brąz zdobyła zaś Dania. Po zakończonym turnieju IHF opublikowała statystyki indywidualne i drużynowe.

## Faza grupowa

### Grupa A
| 11 lipca 200814:00 | Holandia U-18 | 35:17(19:8) | Portoryko U-18 | Sibamac Arena, Bratysława |
| 11 lipca 200814:00 |               | 35:17(19:8) |                | Sibamac Arena, Bratysława |

| 11 lipca 200816:00 | Rosja U-18 | 33:26(17:12) | Dania U-18 | Sibamac Arena, Bratysława |
| 11 lipca 200816:00 |            | 33:26(17:12) |            | Sibamac Arena, Bratysława |

| 12 lipca 200814:00 | Dania U-18 | 28:23(14:14) | Holandia U-18 | Sibamac Arena, Bratysława |
| 12 lipca 200814:00 |            | 28:23(14:14) |               | Sibamac Arena, Bratysława |

| 12 lipca 200816:00 | Rosja U-18 | 44:19(14:13) | Portoryko U-18 | Sibamac Arena, Bratysława |
| 12 lipca 200816:00 |            | 44:19(14:13) |                | Sibamac Arena, Bratysława |

| 13 lipca 200814:00 | Rosja U-18 | 33:23(17:11) | Holandia U-18 | Sibamac Arena, Bratysława |
| 13 lipca 200814:00 |            | 33:23(17:11) |               | Sibamac Arena, Bratysława |

| 13 lipca 200816:00 | Dania U-18 | 48:17(20:13) | Portoryko U-18 | Sibamac Arena, Bratysława |
| 13 lipca 200816:00 |            | 48:17(20:13) |                | Sibamac Arena, Bratysława |

### Grupa B
| 11 lipca 200818:00 | Słowacja U-18 | 32:23(16:13) | Tunezja U-18 | Inter hala Pasienky, Bratysława |
| 11 lipca 200818:00 |               | 32:23(16:13) |              | Inter hala Pasienky, Bratysława |

| 11 lipca 200820:00 | Korea Południowa U-18 | 57:14(26:5) | Katar U-18 | Inter hala Pasienky, Bratysława |
| 11 lipca 200820:00 |                       | 57:14(26:5) |            | Inter hala Pasienky, Bratysława |

| 12 lipca 200818:00 | Słowacja U-18 | 56:7(25:3) | Katar U-18 | Inter hala Pasienky, Bratysława |
| 12 lipca 200818:00 |               | 56:7(25:3) |            | Inter hala Pasienky, Bratysława |

| 12 lipca 200820:00 | Korea Południowa U-18 | 46:30(26:12) | Tunezja U-18 | Inter hala Pasienky, Bratysława |
| 12 lipca 200820:00 |                       | 46:30(26:12) |              | Inter hala Pasienky, Bratysława |

| 13 lipca 200818:00 | Korea Południowa U-18 | 33:17(23:9) | Słowacja U-18 | Inter hala Pasienky, Bratysława |
| 13 lipca 200818:00 |                       | 33:17(23:9) |               | Inter hala Pasienky, Bratysława |

| 13 lipca 200820:00 | Tunezja U-18 | 55:12(25:5) | Katar U-18 | Inter hala Pasienky, Bratysława |
| 13 lipca 200820:00 |              | 55:12(25:5) |            | Inter hala Pasienky, Bratysława |

### Grupa C
| 11 lipca 200818:00 | Serbia U-18 | 23:22(12:14) | Hiszpania U-18 | Sibamac Arena, Bratysława |
| 11 lipca 200818:00 |             | 23:22(12:14) |                | Sibamac Arena, Bratysława |

| 11 lipca 200820:00 | Argentyna U-18 | 30:26(14:15) | Japonia U-18 | Sibamac Arena, Bratysława |
| 11 lipca 200820:00 |                | 30:26(14:15) |              | Sibamac Arena, Bratysława |

| 12 lipca 200818:00 | Hiszpania U-18 | 28:20(14:10) | Argentyna U-18 | Sibamac Arena, Bratysława |
| 12 lipca 200818:00 |                | 28:20(14:10) |                | Sibamac Arena, Bratysława |

| 12 lipca 200820:00 | Serbia U-18 | 34:23(17:12) | Japonia U-18 | Sibamac Arena, Bratysława |
| 12 lipca 200820:00 |             | 34:23(17:12) |              | Sibamac Arena, Bratysława |

| 13 lipca 200818:00 | Hiszpania U-18 | 23:19(11:8) | Japonia U-18 | Sibamac Arena, Bratysława |
| 13 lipca 200818:00 |                | 23:19(11:8) |              | Sibamac Arena, Bratysława |

| 13 lipca 200820:00 | Serbia U-18 | 26:22(15:11) | Argentyna U-18 | Sibamac Arena, Bratysława |
| 13 lipca 200820:00 |             | 26:22(15:11) |                | Sibamac Arena, Bratysława |

### Grupa D
| 11 lipca 200814:00 | Francja U-18 | 27:11(12:6) | Angola U-18 | Inter hala Pasienky, Bratysława |
| 11 lipca 200814:00 |              | 27:11(12:6) |             | Inter hala Pasienky, Bratysława |

| 11 lipca 200816:00 | Brazylia U-18 | 43:7(20:2) | Hongkong U-18 | Inter hala Pasienky, Bratysława |
| 11 lipca 200816:00 |               | 43:7(20:2) |               | Inter hala Pasienky, Bratysława |

| 12 lipca 200814:00 | Francja U-18 | 48:3(23:1) | Hongkong U-18 | Inter hala Pasienky, Bratysława |
| 12 lipca 200814:00 |              | 48:3(23:1) |               | Inter hala Pasienky, Bratysława |

| 12 lipca 200816:00 | Angola U-18 | 26:23(9:9) | Brazylia U-18 | Inter hala Pasienky, Bratysława |
| 12 lipca 200816:00 |             | 26:23(9:9) |               | Inter hala Pasienky, Bratysława |

| 13 lipca 200814:00 | Francja U-18 | 35:20(15:9) | Brazylia U-18 | Inter hala Pasienky, Bratysława |
| 13 lipca 200814:00 |              | 35:20(15:9) |               | Inter hala Pasienky, Bratysława |

| 13 lipca 200816:00 | Angola U-18 | 27:9(11:5) | Hongkong U-18 | Inter hala Pasienky, Bratysława |
| 13 lipca 200816:00 |             | 27:9(11:5) |               | Inter hala Pasienky, Bratysława |

## Faza zasadnicza

### Grupa M1
| 15 lipca 200818:00 | Rosja U-18 | 23:20(8:11) | Słowacja U-18 | Sibamac Arena, Bratysława |
| 15 lipca 200818:00 |            | 23:20(8:11) |               | Sibamac Arena, Bratysława |

| 15 lipca 200820:00 | Dania U-18 | 30:26(16:11) | Korea Południowa U-18 | Sibamac Arena, Bratysława |
| 15 lipca 200820:00 |            | 30:26(16:11) |                       | Sibamac Arena, Bratysława |

| 16 lipca 200818:00 | Dania U-18 | 25:17(14:6) | Słowacja U-18 | Sibamac Arena, Bratysława |
| 16 lipca 200818:00 |            | 25:17(14:6) |               | Sibamac Arena, Bratysława |

| 16 lipca 200820:00 | Rosja U-18 | 29:25(12:12) | Korea Południowa U-18 | Sibamac Arena, Bratysława |
| 16 lipca 200820:00 |            | 29:25(12:12) |                       | Sibamac Arena, Bratysława |

### Grupa M2
| 15 lipca 200814:00 | Serbia U-18 | 32:21(14:12) | Angola U-18 | Sibamac Arena, Bratysława |
| 15 lipca 200814:00 |             | 32:21(14:12) |             | Sibamac Arena, Bratysława |

| 15 lipca 200816:00 | Francja U-18 | 17:14(10:3) | Hiszpania U-18 | Sibamac Arena, Bratysława |
| 15 lipca 200816:00 |              | 17:14(10:3) |                | Sibamac Arena, Bratysława |

| 16 lipca 200814:00 | Hiszpania U-18 | 26:20(11:10) | Angola U-18 | Sibamac Arena, Bratysława |
| 16 lipca 200814:00 |                | 26:20(11:10) |             | Sibamac Arena, Bratysława |

| 16 lipca 200816:00 | Serbia U-18 | 31:20(14:9) | Francja U-18 | Sibamac Arena, Bratysława |
| 16 lipca 200816:00 |             | 31:20(14:9) |              | Sibamac Arena, Bratysława |

### Grupa P1
| 15 lipca 200814:00 | Holandia U-18 | 53:6(25:3) | Katar U-18 | Inter hala Pasienky, Bratysława |
| 15 lipca 200814:00 |               | 53:6(25:3) |            | Inter hala Pasienky, Bratysława |

| 15 lipca 200816:00 | Tunezja U-18 | 30:26(15:10) | Portoryko U-18 | Inter hala Pasienky, Bratysława |
| 15 lipca 200816:00 |              | 30:26(15:10) |                | Inter hala Pasienky, Bratysława |

| 16 lipca 200814:00 | Portoryko U-18 | 46:9(30:6) | Katar U-18 | Inter hala Pasienky, Bratysława |
| 16 lipca 200814:00 |                | 46:9(30:6) |            | Inter hala Pasienky, Bratysława |

| 16 lipca 200816:00 | Holandia U-18 | 41:27(22:13) | Tunezja U-18 | Inter hala Pasienky, Bratysława |
| 16 lipca 200816:00 |               | 41:27(22:13) |              | Inter hala Pasienky, Bratysława |

### Grupa P2
| 15 lipca 200818:00 | Argentyna U-18 | 42:10(23:3) | Hongkong U-18 | Inter hala Pasienky, Bratysława |
| 15 lipca 200818:00 |                | 42:10(23:3) |               | Inter hala Pasienky, Bratysława |

| 15 lipca 200820:00 | Brazylia U-18 | 31:24(16:10) | Japonia U-18 | Inter hala Pasienky, Bratysława |
| 15 lipca 200820:00 |               | 31:24(16:10) |              | Inter hala Pasienky, Bratysława |

| 16 lipca 200818:00 | Japonia U-18 | 38:10(20:4) | Hongkong U-18 | Inter hala Pasienky, Bratysława |
| 16 lipca 200818:00 |              | 38:10(20:4) |               | Inter hala Pasienky, Bratysława |

| 16 lipca 200820:00 | Brazylia U-18 | 31:19(17:8) | Argentyna U-18 | Inter hala Pasienky, Bratysława |
| 16 lipca 200820:00 |               | 31:19(17:8) |                | Inter hala Pasienky, Bratysława |

## Faza pucharowa

### Mecz o 15. miejsce
| 18 lipca 200810:00 | Hongkong U-18 | 34:18(16:6) | Katar U-18 | Sibamac Arena, Bratysława |
| 18 lipca 200810:00 |               | 34:18(16:6) |            | Sibamac Arena, Bratysława |

### Mecz o 13. miejsce
| 18 lipca 200812:30 | Japonia U-18 | 44:22(22:13) | Portoryko U-18 | Sibamac Arena, Bratysława |
| 18 lipca 200812:30 |              | 44:22(22:13) |                | Sibamac Arena, Bratysława |

### Mecz o 11. miejsce
| 18 lipca 200815:00 | Argentyna U-18 | 39:33(16:20) | Tunezja U-18 | Sibamac Arena, Bratysława |
| 18 lipca 200815:00 |                | 39:33(16:20) |              | Sibamac Arena, Bratysława |

### Mecz o 9. miejsce
| 18 lipca 200820:00 | Holandia U-18 | 31:26(18:12) | Brazylia U-18 | Sibamac Arena, Bratysława |
| 18 lipca 200820:00 |               | 31:26(18:12) |               | Sibamac Arena, Bratysława |

### Mecz o 7. miejsce
| 18 lipca 200817:30 | Słowacja U-18 | 27:18(12:9) | Angola U-18 | Sibamac Arena, Bratysława |
| 18 lipca 200817:30 |               | 27:18(12:9) |             | Sibamac Arena, Bratysława |

### Mecz o 5. miejsce
| 20 lipca 200812:00 | Hiszpania U-18 | 31:28(12:15) | Korea Południowa U-18 | Sibamac Arena, Bratysława |
| 20 lipca 200812:00 |                | 31:28(12:15) |                       | Sibamac Arena, Bratysława |

### Mecze o miejsca 1–4
|  |                     |              |             |                     |    |            |            |       |
|  | Półfinały           | Półfinały    | Półfinały   |                     |    | Finał      | Finał      | Finał |
|  | Półfinały           | Półfinały    | Półfinały   |                     |    | Finał      | Finał      | Finał |
|  | 18 lipca 2008 17:30 |              |             |                     |    |            |            |       |
|  |                     |              |             |                     |    |            |            |       |
|  | Rosja U-18          | Rosja U-18   | 28          |                     |    |            |            |       |
|  | Rosja U-18          | Rosja U-18   | 28          | 20 lipca 2008 17:00 |    |            |            |       |
|  | Francja U-18        | Francja U-18 | 25          |                     |    |            |            |       |
|  | Francja U-18        | Francja U-18 | 25          |                     |    | Rosja U-18 | Rosja U-18 | 27    |
|  | 18 lipca 2008 20:00 |              |             |                     |    | Rosja U-18 | Rosja U-18 | 27    |
|  |                     |              | Serbia U-18 | Serbia U-18         | 22 |            |            |       |
|  | Serbia U-18         | Serbia U-18  | Serbia U-18 | Serbia U-18         | 22 | 28         |            |       |
|  | Serbia U-18         | Serbia U-18  |             |                     |    |            |            |       |
|  | Dania U-18          | Dania U-18   | 17          |                     |    |            |            |       |
|  | Dania U-18          | Dania U-18   | 17          | Mecz o 3. miejsce   |    |            |            |       |
|  |                     |              |             |                     |    |            |            |       |
|  | 20 lipca 2008 14:30 |              |             |                     |    |            |            |       |
|  |                     |              |             |                     |    |            |            |       |
|  | Dania U-18          | Dania U-18   | 24          |                     |    |            |            |       |
|  | Dania U-18          | Dania U-18   | 24          |                     |    |            |            |       |
|  | Francja U-18        | Francja U-18 | 21          |                     |    |            |            |       |
|  | Francja U-18        | Francja U-18 | 21          |                     |    |            |            |       |

| 18 lipca 200817:30 | Rosja U-18 | 28:25(13:12) | Francja U-18 | Sibamac Arena, Bratysława |
| 18 lipca 200817:30 |            | 28:25(13:12) |              | Sibamac Arena, Bratysława |

| 18 lipca 200820:00 | Serbia U-18 | 28:17(15:5) | Dania U-18 | Sibamac Arena, Bratysława |
| 18 lipca 200820:00 |             | 28:17(15:5) |            | Sibamac Arena, Bratysława |

| 20 lipca 200817:00 | Rosja U-18 | 27:22(12:16) | Serbia U-18 | Sibamac Arena, Bratysława |
| 20 lipca 200817:00 |            | 27:22(12:16) |             | Sibamac Arena, Bratysława |

| 20 lipca 200814:30 | Dania U-18 | 24:21(12:10) | Francja U-18 | Sibamac Arena, Bratysława |
| 20 lipca 200814:30 |            | 24:21(12:10) |              | Sibamac Arena, Bratysława |

## Klasyfikacja końcowa
| Miejsce | Reprezentacja         | Składy |
| ------- | --------------------- | ------ |
| złoto   | Rosja U-18            |        |
| srebro  | Serbia U-18           |        |
| brąz    | Dania U-18            |        |
| 4       | Francja U-18          |        |
| 5       | Hiszpania U-18        |        |
| 6       | Korea Południowa U-18 |        |
| 7       | Słowacja U-18         |        |
| 8       | Angola U-18           |        |
| 9       | Holandia U-18         |        |
| 10      | Brazylia U-18         |        |
| 11      | Argentyna U-18        |        |
| 12      | Tunezja U-18          |        |
| 13      | Japonia U-18          |        |
| 14      | Portoryko U-18        |        |
| 15      | Hongkong U-18         |        |
| 16      | Katar U-18            |        |

## Nagrody indywidualne
Nagrody indywidualne otrzymały:
| MVP              | Najlepsza bramkarka | Najlepsza lewoskrzydłowa | Najlepsza lewa rozgrywająca | Najlepsza środkowa rozgrywająca | Najlepsza prawa rozgrywająca | Najlepsza prawoskrzydłowa | Najlepsza obrotowa |
| ---------------- | ------------------- | ------------------------ | --------------------------- | ------------------------------- | ---------------------------- | ------------------------- | ------------------ |
| Tatiana Chmyrowa | Silvia Mulabo       | Selma Blasekova          | Céline Blard                | Lotte Grigel                    | Kim Seon Hwa                 | Snezhana Makhneva         | Dragana Cvijić     |